# Cselényi Nóra
Cselényi Nóra (Miskolc, 1956. január 14. –) Jászai Mari-díjas magyar jelmeztervező, színésznő, a kaposvári Csiky Gergely Színház örökös tagja.

## Életpályája
1974-ben zeneművészeti konzervatóriumot végzett. 1973-1975 között a Manézs Színház tagja volt. 1975-től a kaposvári Csiky Gergely Színházban dolgozott, kezdetben csoportos szereplőként. 1991-ben megszületett lánya (Stefi), ekkortól kizárólag jelmeztervezéssel foglalkozik több színházban is.

## Fontosabb színházi szerepei
- Gween (Wesker: A konyha)
- Gonosz boszorkány (Baum: Óz, a csodák csodája)
- York hercegné (Sh.: III. Richárd)
- Kitty (Kander–Ebb– Fosse: Chicago)

## Főbb tervezői munkái
- Mark St. Germain: TÁNCÓRÁK – 2018/2019
- William Shakespeare: RÓMEÓ ÉS JÚLIA – 2017/2018
- Paul Portner: HAJMERESZTŐ – 2017/2018
- Jez Butterworth: MOJO – 2017/2018
- John Osborne: DÜHÖNGŐ IFJÚSÁG – 2017/2018
- John Steinbeck: ÉDEN – 2017/2018
- Székely János: CALIGULA HELYTARTÓJA – 2017/2018
- Oleksandr Mardan: VALENTIN NAP ÉJSZAKÁJA – 2017/2018
- Johann Nepomuk Nestroy: A TALIZMÁN – 2016/2017
- Molnár Ferenc: LILIOM – 2016/2017
- Sam Holcroft: CSALÁDI JÁTSZMÁK – 2016/2017
- Kolada Nyikolaj: A CHANEL-LÁNY – 2016/2017
- Agatha Christie: AZ EGÉRFOGÓ – 2016/2017
- Arthur Miller: ÖRDÖGŰZŐK – 2016/2017
- Lázár Ervin: A NÉGYSZÖGLETŰ KEREK ERDŐ – 2016/2017
- Molnár Ferenc: EGY, KETTŐ, HÁROM – 2016/2017
- Háy János: A HALOTTEMBER – 2016/2017
- Dés Mihály: PESTI BAROKK – 2016/2017
- Bereményi Géza: SHAKESPEARE KIRÁLYNŐJE – 2016/2017
- Alfonso Paso: HAZUDJ INKÁBB, KEDVESEM! – 2016/2017
- Béres Attila – Novák János – Erich Kästner: A KÉT LOTTI – 2016/2017
- Szombath András: KÖPÖNYEG ÉS PALÁST – 2015/2016
- Georges Feydeau: RÖVID A PÓRÁZ – 2015/2016
- Lehár Ferenc: LUXEMBURG GRÓFJA – 2015/2016
- Bernard Slade: JÖVŐRE, VELED, UGYANITT – 2015/2016
- Ken Kesey: SZÁLL A KAKUKK FÉSZKÉRE – 2015/2016
- Conor McPherson: A GÁT – 2015/2016
- Neil Simon: MEZÍTLÁB A PARKBAN – 2015/2016
- Romain Gary (Émile Ajar): ELŐTTEM AZ ÉLET – 2015/2016
- Egressy Zoltán: HALÁL HOTEL – 2014/2015
- Tóth Ede: A FALU ROSSZA – 2014/2015
- Tasnádi István: KÖZELLENSÉG – 2014/2015
- Hindi Brooks: ROMANCE.COM – 2014/2015
- Bohumil Hrabal: SZIGORÚAN ELLENŐRZÖTT VONATOK – 2014/2015
- Alexandre Dumas – Jean-Paul Sartre: KEAN, A SZÍNÉSZ – 2014/2015
- Kurt Weill – Bertolt Brecht: KOLDUSOPERA – 2014/2015
- Gareth Armstrong: SHYLOCK – 2014/2015
- Joe DiPietro: A FOLYÓN TÚL ITÁLIA – 2014/2015
- Vaszilij Szigarjev: GUPPI – 2014/2015
- Szilágyi Miklós – Horváth György Tibor: OSTROM OPERA – KŐSZEG 1532 – 2013/2014
- William Shakespeare: VÍZKERESZT, VAGY BÁNOM IS ÉN – 2013/2014
- Rose Reginald: TIZENKÉT DÜHÖS EMBER – 2013/2014
- Móricz Zsigmond: ÚRI MURI – 2013/2014
- F. Knott: GYILKOSSÁG TELEFONHÍVÁSRA – 2013/2014
- Molnár Ferenc: EGY, KETTŐ, HÁROM – 2013/2014
- Molnár Ferenc: AZ IBOLYA – 2013/2014
- Tasnádi István: KÖZELLENSÉG – 2013/2014
- Kilty Jerome: TISZTELT HAZUDOZÓ! – 2013/2014
- Thomas Mann – Benjamin Britten: HALÁL VELENCÉBEN – 2013/2014
- Szálinger Balázs: KÖZTÁRSASÁG – 2013/2014
- Móricz Zsigmond: ROKONOK – 2013/2014
- Schwajda György: CSODA – 2013/2014
- Carlo Goldoni: A KÁVÉHÁZ – 2012/2013
- Samuel Beckett: AZ UTOLSÓ TEKERCS – 2012/2013
- Krusovszky Dénes: AZ ÜVEGANYA – 2012/2013
- Szirmai Albert – Bakonyi Károly – Gábor Andor: MÁGNÁS MISKA – 2012/2013
- Gádor Béla – Tasnádi István: OTHELLO GYULAHÁZÁN – 2012/2013
- Váradi R. Szabolcs: HOLNEMVOLTFA – 2012/2013
- Carlo Goldoni: CHIOGGIAI CSETEPATÉ – 2011/2012
- Avery Corman: KRAMER KONTRA KRAMER – 2011/2012
- Szép Ernő: MÁJUS – 2011/2012
- Szép Ernő: KÁVÉCSARNOK – 2011/2012
- Vörösmarty Mihály: CSONGOR ÉS TÜNDE – 2011/2012
- Sofi Oksanen: TISZTOGATÁS – 2011/2012
- David Rogers: TOM JONES – 2010/2011
- Scheer Katalin: NEFELÉ – 2010/2011
- Dan Gordon: ESŐEMBER – 2009/2010
- William Shakespeare: SZENTIVÁNÉJI ÁLOM – 2009/2010
- Móricz Zsigmond: ÚRI MURI – 2009/2010
- Sam Bobrick – Julie Stein: CSÓKOL ANYÁD! – 2008/2009
- Kiss Csaba: VESZEDELMES VISZONYOK – 2008/2009
- William Shakespeare: AHOGY TETSZIK – 2008/2009
- Hunyady Sándor: JÚLIUSI ÉJSZAKA – 2007/2008
- Makk Károly – Lackfi János – Sebő Ferenc – Lőkös Ildikó: KIRÁLYI KALAND – 2007/2008
- Mihail Bulgakov: BÍBORSZIGET – 2007/2008
- Eisemann Mihály – Szilágyi László: ÉN ÉS A KISÖCSÉM – 2007/2008
- CSÁKÁNYI – KULKA – 2007/2008
- Eisemann Mihály – Somogyi Gyula – Zágon István: FEKETE PÉTER – 2007/2008
- Gárdonyi Géza: A BOR – 2007/2008
- Michael Frayn – Hamvai Kornél: SZIGLIGET – 2006/2007
- William Shakespeare: A WINDSORI VÍG NŐK – 2006/2007
- Kurt Weill – Bertolt Brecht: KOLDUSOPERA – 2006/2007
- Kálmán Imre – Julius Brammer – Alfred Grünwald: MARICA GRÓFNŐ – 2006/2007
- Arthur Miller: PILLANTÁS A HÍDRÓL – 2005/2006
- Eörsi István: HALÁLOM REGGELÉN – 2005/2006
- Zerkovitz Béla – Szilágyi László: CSÓKOS ASSZONY – 2005/2006
- Szép Ernő: TŰZOLTÓ – 2005/2006
- Balázs Béla: A KÉKSZAKÁLLÚ HERCEG VÁRA – 2005/2006
- Péterfy Gergely: A VADÁSZGÖRÉNY – 2005/2006
- Tasnádi István: PARAVARIETÉ – 2004/2005
- Ivan Kušan: GALÓCZA – 2003/2004
- John Harold Kander – Joe Masteroff – Fred Ebb: CABARET – 2003/2004
- Szép Ernő: LILA ÁKÁC – 2003/2004
- Kárpáti Péter: RUMCÁJSZ A RABLÓ – 2003/2004
- Frederick Loewe – Alan Jay Lenrner: MY FAIR LADY – 2003/2004
- William Shakespeare: A WINDSORI VÍG NŐK – 2002/2003
- Mikszáth Kálmán: A NOSZTY FIÚ ESETE TÓTH MARIVAL – 2002/2003
- Banier: SOHA NEM SZERETTELEK – 2002/2003
- John Steinbeck: EGEREK ÉS EMBEREK – 2002/2003
- Rideg Sándor – Tímár Péter: INDUL A BAKTERHÁZ – 2002/2003
- August Strindberg: A PELIKÁN – 2002/2003
- Molière: A FÖSVÉNY – 2001/2002
- Molnár Ferenc: LILIOM – 2000/2001
- Hamvai Kornél: MÁRTON PARTJELZŐ FÁZIK – 1997/1998
- Alfred Jarry: ÜBÜ KIRÁLY – 1986/1987
- Lukáts Andor: ETŰDÖK A SZERELEMRŐL (Átható tekintetű lány) – 1985/1986
- Ács János: MUNKÁSOPERETT – 1985/1986

## Díjai és kitüntetései
- Jászai Mari-díj (2013)[4][5]
- A kaposvári Csiky Gergely Színház örökös tagja (2021)[6]
- Gedeon József Amfiteátrum díj (2023)[7]